# أفق الجسيمات
أفق الجسيمات (بالإنجليزية: Particle horizon)‏، يسمى أيضاً «الأفق الكوني» أو «أفق الكون الضوئي»، هو أبعد مسافة يمكن لجسيمات (فوتونات) تسير بسرعة الضوء أن تصل منها إلى الراصد خلال الكون، يمثل أيضاً الحد الفاصل بين المناطق المرصودة والمناطق غير القابلة للرصد من الكون، قيمة هذه المسافة تحدد حجم الكون المرصود في الحقبة الكونية المحددة.
لا ترتبط مسافة أفق الجسيمات بعمر الكون مقاساً بالسنين الضوئية (13.8 مليار سنة)، بل يؤخد بدلالة سرعة الضوء مضروبةً في الزمن المكافئ، وتعتمد خصائص هذا الأفق ومقداره على نوع النموذج الكوني المستخدم.

## الزمن المكافئ وأفق الجسيمات
بالإعتماد على مبدأ مسافة المسايرة، يتم التعبير عن أفق الجسيمات بأنه الزمن المكافئ ({\displaystyle \eta }) الذي مر منذ الإنفجار العظيم، مضروباً في سرعة الضوء ({\displaystyle c}).
وبشكل عام يعطى الزمن المكافئ عند لحظة معينة ({\displaystyle t}) بالعلاقة التالية:
{\displaystyle \eta =\int _{0}^{t}{\frac {dt'}{a(t')}},}
حيث أن {\displaystyle a(t)} هو العامل العددي لمترية فريدمان-لوميتر-روبرتسون-والكر، ويساوي الزمن صفراً ({\displaystyle t=0}) عند لحظة الإنفجار العظيم، يشير الصفر المصغر في الحدود إلى المقدار عند الزمن الحاضر وتكون قيمة الزمن المكافئ عندها {\displaystyle \eta (t_{0})=\eta _{0}=1.48\times 10^{18}{\text{ s}}}، ويجب ملاحظة أن «الزمن المكافئ لا يمثل عمر الكون»، بل هو الزمن الذي يستغرقه الفوتون للسفر من موقع الراصد إلى أبعد نقطة في الكون المرصود (بشرط أن يكون الكون متوقف عن التمدد)، وعلى هذا النحو فإن ({\displaystyle \eta _{0}}) لا يمثل الوقت بمعناه الفيزيائي (هذا الوقت لم يمر في الواقع)، على الرغم من أن مقدار أفق الجسيمات المرتبط به هو مسافة بمفهومها المعروف.
ومع الزمن يستمر أفق الجسيمات بالإبتعاد بمعدل ثابت ويزداد الزمن المكافئ، مما يعني أن حجم الكون المرصود يزداد دائماً.
بما أن المسافة الصحيحة عند الزمن المعطى تمثل مسافة المسايرة مضروبة في عامل عددي (مسافة المسايرة تساوي، فتعطى المسافة الصحيحة إلى أفق الجسيمات عن الزمن ({\displaystyle t}) بالعلاقة التالية:
{\displaystyle a(t)H_{p}(t)=a(t)\int _{0}^{t}{\frac {c\,dt'}{a(t')}}}
وللزمن الحالية نستخدم ({\displaystyle t=t_{0}}) لنجد أن مسافة أفق الجسيمات تساوي:
{\displaystyle H_{p}(t_{0})=c\eta _{0}=14.4{\text{ Gpc}}=46.9{\text{ billion light years}}.}

## تطور أفق الجسيمات
لإيجاد صيغة تغير مقدار مسافة أفق الجسيمات مع الزمن بالإعتماد على نموذج فريدمان-لوميتر-روبرتسون-والكر الكوني، يمكن استعمال تقريب يفترض أن الكون يتشكل من أجزاء ({\displaystyle i}) غير متفاعلة كل منها يمكن التعبير عنه على أنه مائع مثالي بكثافة ({\displaystyle \rho _{i}}) وضغط ({\displaystyle p_{i}})، لذا تكون معادلة الحالة لكل جزء ({\displaystyle p_{i}=\omega _{i}\rho _{i}})، ويمثل الضغط الكلي ({\displaystyle p}) والكثافة الكلية ({\displaystyle \rho }) مجموعها الجبري لهذه الأجزاء، بتعريف الدوال التالية:
- ثابت هابل: {\displaystyle H={\frac {\dot {a}}{a}}}
- الكثافة الحرجة: {\displaystyle \rho _{c}={\frac {3}{8\pi G}}H^{2}}
- كثافة الطاقة لكل جزء: {\displaystyle \Omega _{i}={\frac {\rho _{i}}{\rho _{c}}}}
- كثافة الطاقة الإجمالية: {\displaystyle \Omega ={\frac {\rho }{\rho _{c}}}=\sum \Omega _{i}}
- الإنزياح الأحمر: {\displaystyle 1+z={\frac {a_{0}}{a(t)}}}

كل دالة تحمل الرمز المصغر ({\displaystyle 0}) تمثل مقدارها عند الزمن الحاضر {\displaystyle t_{0}} (ما يقابل {\displaystyle z=0})، فيكون الحد الأخير مساوياً لواحد ويتضمن معادلة حالة التحدب، لهذا يمكن إعطاء معادلة هابل بالشكل التالي:
{\displaystyle H(z)=H_{0}{\sqrt {\sum \Omega _{i0}(1+z)^{n_{i}}}}}
حيث أن {\displaystyle n_{i}=3(1+\omega _{i})}، يمكن ملاحظة أن حدود الإضافة يمكن أن تشمل كافة أجزاء للنظام (حتى ما لانهاية من الأجزاء)، وبهذا نستنتج أن:
أفق الجسيمات ({\displaystyle H_{p}}) موجود إذا وفقط إذا كانت ({\displaystyle N>2})
هنا ({\displaystyle N}) تمثل مجموع كافة الأجزاء ({\displaystyle n_{i}}).
بينما يمكن أن يعطى تغير أفق الجسيمات لكون متوسع مع الزمن ({\displaystyle {\dot {a}}>0}) بالعلاقة:
{\displaystyle {\frac {dH_{p}}{dt}}=H_{p}(z)H(z)+c}
هنا ({\displaystyle c}) تمثل سرعة الضوء ويمكن إعتبارها {\displaystyle 1} عند التعامل مع الوحدات الطبيعية، لاحظ هنا أن التفاضل تم بالنسبة إلى (زمن FLRW)، بينما الدوال تعاملت مع الإنزياح الأحمر.

## مشكلة الأفق
يمكن أن يستعمل مفهوم أفق الجسيمات لتوضيح مسألة مشهورة تعرف باسم مشكلة الأفق، وهي مسألة غير محلولة مرتبطة بنموذج الإنفجار العظيم تظهر تناقض في تفسير الإتزان الحراري لإشعاع الخلفية الكونية الميكروي.
بالعودة بالزمن إلى الوراء إلى مرحلة إعادة الإندماج عندما بدأت أشعة الخلفية الكونية الميكروية بالإنبعاث، يمكن أن نجد مقدار مسافة أفق الجسيمات هناك بما يلي:
{\displaystyle H_{p}(t_{\text{CMB}})=c\eta _{\text{CMB}}=284{\text{ Mpc}}=8.9\times 10^{-3}H_{p}(t_{0})}
والتي تطابق حجم حقيقي في ذلك الوقت يساوي:
{\displaystyle a_{\text{CMB}}H_{p}(t_{\text{CMB}})=261{\text{ kpc}}}
ولأننا نرصد إشعاع الخلفية الميكروية الآن وهو منبعث من مسافة تساوي أفق الجسيمات ({\displaystyle 284{\text{ Mpc}}\ll 14.4{\text{ Gpc}}})، على إعتبار أن الخلفية الميكروية متكونة من جزأين منفصلين بدائرة عظمى:
{\displaystyle f={\frac {H_{p}(t_{\text{CMB}})}{H_{p}(t_{0})}}}
وبحجم زاوي يساوي تقريباً {\displaystyle \theta \sim 1.7^{\circ }}، لا يمكن لهذين الطرفين الإتصال سببياً مع بعضهما بأي وسيلة مما لا يتوافق مع خاصية الإتزان الحراري التي ترصد عملياً في كافة الخلفية الكونية وسلوكها المشابه لسلوك جسم أسود تقريباً، لذا لا يمكن تفسير هذه الظاهرة بالطريقة التي يقدمها تمدد الكون، وتفسيرها الأكثر شيوعاً يعود إلى حصول التضخم الكوني.